# Arrondissement de Weißenfels

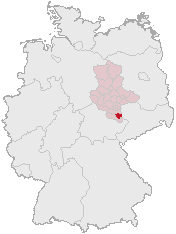
Localisation dans le Saxe-Anhalt (en rouge clair) et en Allemagne (en gris).

L'arrondissement de Weißenfels est un arrondissement du sud de l'État fédéral de Saxe-Anhalt. Le 1er juillet 2007, dans le cadre de la réforme des arrondissements en Saxe-Anhalt (de), il est fusionné avec l'arrondissement du Burgenland (de) pour former le nouveau arrondissement du Burgenland. Les arrondissements voisins sont l'arrondissement de Mersebourg-Querfurt (de) au nord, l'arrondissement saxon du Pays-de-Leipzig à l'est et l'arrondissement du Burgenland au sud et à l'ouest.

## Histoire

### Royaume de Prusse
Avec les réformes administratives prussiennes après le Congrès de Vienne, l'arrondissement de Weißenfels est créé le 1er octobre 1816 dans le district de Mersebourg dans la province prussienne de Saxe. Il comprend à l'origine la plupart des anciens bureaux saxons de Weißenfels (de) et Pforta (de) ainsi que des parties des bureaux d'Eckartsberga (de), Freyburg (de) et Zeitz (de). Le siège de l'arrondissement est Weißenfels.
Le 1er janvier 1818, l'arrondissement de Weißenfels cède un grand nombre de communes à l'arrondissement voisin de Naumbourg.
Le 28 mars 1878, les communes de Gieckau, Pohlitz, Rathewitz et Scheiplitz sont transférés de l'arrondissement de Weißenfels à l'arrondissement de Naumbourg. À partir du 1er avril 1899, la ville de Weißenfels forme son propre arrondissement urbain. Après que la ville de Weißenfels n'appartient plus à l'arrondissement de Weißenfels, Teuchern est la plus grande ville de l'arrondissement. Pour cette raison, les membres du conseil d'arrondissement de Teuchern tentent à plusieurs reprises de déplacer le siège d'arrondissement à Teuchern. Cependant, ce projet échoue à plusieurs reprises en raison de quelques votes.
Le 30 septembre 1929, une réforme territoriale a lieu dans l'arrondissement de Weißenfels, comme dans le reste de la Prusse, dans laquelle tous les districts de domaine indépendants sont dissous et attribués aux communes voisines. Le 1er octobre 1932, les arrondissements de Naumbourg et Weißenfels sont fusionnés dans le nouvel arrondissement de Weißenfel.
Après la dissolution de la province de Saxe le 1er juillet 1944, l'arrondissement appartient à la nouvelle province de Halle-Mersebourg. Au printemps 1945, le quartier est occupé par les forces américaines.

### RDA
En 1946, l'arrondissement devient une partie du nouvel état de Saxe-Anhalt. Le 1er juillet 1950, les limites de l'arrondissement sont modifiées par une première réforme administrative :
- Les villes auparavant indépendantes de Naumburg et Weißenfels ont été incorporées dans le district de Weißenfels.
- La ville de Lützen et les communes de Bothfeld, Dehlitz, Gostau, Großgöhren, Großgörschen, Kaja, Kleingöhren, Kleingörschen, Meuchen, Michlitz, Muschwitz, Oeglitzsch, Pobles, Rahna, Röcken, Schweßwitz, Söhesten, Sössen, Starsiedel, Stößdel et Tornau sont transférées de l'arrondissement de Mersebourg (de) à l'arrondissement de Weißenfels.
- La commune de Roßbach est transférée de l'arrondissement de Querfurt (de) à l'arrondissement de Weißenfels.

- La commune de Großkayna est transférée de l'arrondissement de Weißenfels à l'arrondissement de Mersebourg.
- L'arrondissement de Weißenfels transfère les villes d'Osterfeld et Schkölen et les communes de Deuben, Dobergast, Döbris, Döschwitz, Droyßig, Goldschau, Kämmeritz, Kleinhelmsdorf, Kretzschau, Lindau, Luckenau, Löbitz, Meineweh, Mutschau, Nautschütz, Nonnewitz, Podebuls-Wetterzeube, Pötewitz, Theißen, Trebnitz a. /Elster, Unterkaka, Waldau, Weickelsdorf, Weißenborn et Wettaburg à l'arrondissement de Zeitz.

Au cours de la réforme administrative de 1952, l'arrondissement de Weißenfels est divisé :
- Les villes de Hohenmölsen, Stößen et Teuchern ainsi que les communes de Granschütz, Gröben, Gröbitz, Großgrimma, Krauschwitz, Muschwitz, Nessa, Poserna, Pretzsch, Schelkau, Taucha, Webau, Werschen, Zembschen et Zorbau sont transférées au nouveau arrondissement d'Hohenmölsen (de)[3].
- Les villes de Bad Kösen et Naumbourg et les communes d'Abtlöbnitz, Flemmingen, Gieckau, Görschen, Hassenhausen, Kleinheringen, Lißdorf, Mertendorf, Möllern, Mollschütz, Schönburg, Spielberg, Taugwitz et Wethau sont transférées au nouveau arrondissement de Naumbourg (de)[3].
- La commune de Roßbach est transférée à l'arrondissement de Mersebourg[3].
- Les communautés restantes forment l'arrondissement de Weißenfels (de)[3].
- Les arrondissements d'Hohenmölsen, Mersebourg, Naumbourg et Weißenfels sont assignés au nouveau district de Halle.

### République fédérale d'Allemagne
Peu de temps avant la réunification allemande, l'État de Saxe-Anhalt est rétabli en 1990 et l'arrondissement de Weißenfels devient une partie du district de Halle (de). Lors de la première réforme des arrondissements en Saxe-Anhalt en 1994, l'arrondissement d'Hohenmölsen (de) est fusionné avec l'arrondissement de Weißenfels. Les districts de Saxe-Anhalt sont dissous le 1er janvier 2004. Dans le cadre de la deuxième réforme des arrondissements en Saxe-Anhalt, l'arrondissement est fusionné le 1er juillet 2007 avec l'arrondissement du Burgenland (de) pour former le nouveau arrondissement du Burgenland.

## Évolution de la démographie
L'étendue de l'arrondissement change de manière significative à plusieurs reprises; 1899 avec le départ de la ville de Weißenfels, 1932 avec l'incorporation de l'arrondissement de Naumbourg, 1950/52 avec une refonte complète et 1994 avec l'incorporation de l'arrondissement d'Hohenmölsen.
| Année | Habitants | Source |
| ----- | --------- | ------ |
| 1816  | 35 251    | [ 4 ]  |
| 1843  | 43 727    | [ 5 ]  |
| 1871  | 67 673    | [ 6 ]  |
| 1890  | 87 560    | [ 7 ]  |
|       |           |        |
| 1900  | 71 734    | [ 7 ]  |
| 1910  | 76 229    | [ 7 ]  |
| 1925  | 83 922    | [ 7 ]  |
|       |           |        |
| 1933  | 101 581   | [ 7 ]  |
| 1939  | 99 786    | [ 7 ]  |
| 1946  | 136 454   | [ 8 ]  |
|       |           |        |
| 1955  | 86 600    | [ 7 ]  |
| 1960  | 82 591    | [ 7 ]  |
| 1971  | 79 134    | [ 9 ]  |
| 1981  | 67 345    | [ 9 ]  |
| 1990  | 62 300    | [ 7 ]  |
|       |           |        |
| 2000  | 78 900    | [ 10 ] |
| 2007  | 73 074    | [ 11 ] |

## Administrateurs de l'arrondissement
- 1816–1828 August Heinrich Ferdinand von Funcke (de)
- 1828–1848 Georg von Stuckrad (de)
- 1848–1857 Bernhard Ulrici (de)
- 1857–1867 Lothar von Wurmb (de)
- 1867–1868 Maximilian Senfft von Pilsach (de)
- 1868–1903 Adolph von Richter (de)
- 1903–1908
- 1908–1917 Fritz von Richter (de)
- 1917–1920 Busso Bartels (de)
- 1920–1933 Arthur Zimmermann
- 1933–1945 Alfred Pape (de)

## Constitution communale jusqu'en 1945
Depuis le XIXe siècle, l'arrondissement de Weißenfels est divisé en villes, en communes rurales et en districts de domaine. Avec l'introduction de la loi constitutionnelle prussienne sur les communes du 15 décembre 1933 ainsi que le code communal allemand du 30 janvier 1935, le principe du leader est appliqué au niveau municipal. Une nouvelle constitution d'arrondissement n'est plus créée; Les règlements de l'arrondissement pour les provinces de Prusse-Orientale et Occidentale, de Brandebourg, de Poméranie, de Silésie et de Saxe du 19 mars 1881 restent applicables.

## Villes et villages avant 1950

### Situation en 1950
L'arrondissement de Weißenfels comprend au 1er janvier 1945 six villes et 174 communes : 
| - Abtlöbnitz - Almrich - Aupitz - Bad Kösen, ville - Benndorf - Beuditz - Böhlitz - Bonau - Borau - Burgwerben - Deuben - Deumen - Dobergast - Döbris - Domsen - Döschwitz - Droitzen - Droyßig - Flemmingen - Gernstedt - Gerstewitz - Gieckau - Gladitz - Gniebendorf - Goldschau - Görschen - Gosserau - Göthewitz - Granschütz - Gröben - Gröbitz - Großgestewitz - Großgrimma - Großhelmsdorf - Großjena - Großkayna - Großkorbetha - Haardorf - Hassel - Hassenhausen - Hohenmölsen, ville - Hollsteitz - Jaucha - Kämmeritz - Kaynsberg | - Keutschen - Kirchsteitz - Kischlitz - Kistritz - Kleben - Kleinhelmsdorf - Kleinheringen - Kleinjena - Kößlitz-Wiedebach - Kössuln - Kostplatz - Köttichau - Krauschwitz - Kreipitzsch - Kreischau - Kretzschau - Kriechau - Krössuln - Lagnitz - Langendorf - Launewitz - Leißling - Lengefeld - Lindau - Lißdorf - Löbitz - Lobitzsch - Lösau - Luckenau - Markwerben - Meineweh - Mertendorf - Meyhen - Mödnitz - Mollschütz - Mutschau - Naundorf - Nautschütz - Nellschütz - Nessa - Niedermöllern - Nonnewitz - Obergreißlau - Oberkaka - Obermöllern | - Obernessa - Oberschwöditz - Oberwerschen - Obschütz - Osterfeld, ville - Pauscha - Pirkau - Plennschütz - Plotha - Podebuls-Wetterzeube - Pohlitz - Pomnitz - Poppel - Pörsten - Posendorf - Poserna - Possenhain - Pötewitz - Pratschütz - Pretzsch - Priesen - Priestädt - Prittitz - Punkewitz - Punschrau - Queisau - Quesnitz - Rathewitz - Rehehausen - Reichardtswerben - Reußen im Grunde - Rippach - Roda - Rödigen - Romsdorf - Roßbach - Rössuln - Rudelsdorf - Runthal - Saaleck - Scheiplitz - Schelkau - Schellsitz - Schkölen, ville - Schkortleben | - Schleckweda - Schleinitz - Schmerdorf - Schönburg - Schortau - Schulpforte - Schwerzau - Selau - Spielberg - Steingrimma - Stolzenhain - Storkau - Stößen, ville - Tagewerben - Taucha - Taugwitz - Teuchern, ville - Theißen - Thierbach - Trebnitz a./Elster - Trebnitz - Uichteritz - Untergreißlau - Unterkaka - Unterschwöditz - Unterwerschen - Wählitz - Waldau - Webau - Weickelsdorf - Weißenborn - Wengelsdorf-Kraßlau-Leina - Werben - Wethau - Wettaburg - Wetterscheidt - Wildschütz - Willschütz - Wuschlaub - Zäckwar - Zaschendorf - Zellschen - Zembschen - Zorbau - Zschorgula |

### Communes dissoutes ou supprimées avant 1950
| - Bösau, à Grossgrimma - Bröditz, 1928 à Nonnewitz - Gaumnitz, 1931 à Luckenau - Groitzschen, à Kretzschau - Grunau, à Grossgrimma - Kleinkayna, à Großkayna - Köpsen, 1930 à Rössuln - Korseburg, 1932 à Schleinitz - Kuhndorf, 1935 à Runthal - Lissen, 1938 à Osterfeld - Nixditz, 1928 à Nonnewitz | - Nödlitz, à Wildschütz - Pitzschendorf, 1938 à Osterfeld - Reußen b. Theißen, 1928 à Theissen - Streckau, 1931 à Luckenau - Tackau, 1939 à Deuben - Unternessa-Dippelsdorf, 1929 à Nessa - Weidau, 1931 à Luckenau - Wernsdorf, 1929 à Nessa - Zetzsch, 1931 à Hohenmölsen - Zörbitz, à Zorbau |

### Changements de nom
Dans les années 1920/30, il y a quelques changements mineurs de nom :
- 1929 Schulpforta → Schulpforte
- 1935 Koesen → Bad Koesen
- 1937 Cammeritz → Kämmeritz
- 1937 Cleben → Kleben

## Villes et communes 1990-2007

### Division administrative en 2007
(Habitants au 31 décembre 2006)
Communautés d'unité
1. Hohenmölsen, ville (9 530)

Communautés administratives avec leurs communes membres
Siège de la communauté administrative *
| - 1. Communauté administrative de Lützen-Wiesengrund 1. Dehlitz (Saale) (574) 2. Granschütz (1 146) 3. Großgörschen (851) 4. Lützen, ville * (3 629) 5. Muschwitz (1 135) 6. Poserna (384) 7. Rippach (689) 8. Röcken (610) 9. Sössen (236) 10. Starsiedel (692) 11. Taucha (641) 12. Zorbau (819) - 2. Communauté administrative de Saaletal 1. Burgwerben (1 070) 2. Goseck (1.106) 3. Grosskorbetha * (2008) 4. Reichardtswerben (1266) 5. Schkortleben (629) 6. Storkau (601) 7. Tagewerben (808) 8. Uichteritz (1 417) 9. Wengelsdorf (905) | - 3. Communauté administrative de Vier Berge-Teucherner Land 1. Gröben (715) 2. Gröbitz (500) 3. Krauschwitz (607) 4. Langendorf (2 475) 5. Leißling (1 568) 6. Nessa (977) 7. Prittitz (1 028) 8. Teuchern, ville * (3 484) 9. Trebnitz (880) - 4. Communauté administrative de Weißenfelser Land 1. Markwerben (698) 2. Weißenfels, ville * (29 669) |

### Changements de territoire depuis 1995
Depuis 1995, de nombreux changements de quartier ont lieu dans l'arrondissement de Weißenfels.
Sur les huit communautés administratives d'origine, il y a encore quatre communautés administratives lorsque l'arrondissement est dissous. Dans le même temps, le nombre de communes passe de 38 à 33.

#### Changements au niveau communal
- Dissolution de la commune de Borau - incorporation à Weißenfels (1er janvier 1995)
- Dissolution de la commune de Zembschen - incorporation à Hohenmölsen (9 mai 2002)
- Dissolution des communautés de Webau et Werschen - incorporation dans Hohenmölsen (1er janvier 2003)
- Dissolution de la commune de Schelkau - incorporation à Teuchern (1er janvier 2004)

## Plaque d'immatriculation
Début 1991, l'arrondissement reçoit le signe distinctif WSF. Il est délivré jusqu'au 30 juin 2007. À la suite de la libéralisation des plaques d'immatriculation, il est disponible dans l'arrondissement de Burgenland depuis le 27 novembre 2012.

## Personnalités liées à l'arrondissement
- Wilhelm Beyer (1885-1945), homme politique né à Hohenmölsen